# Rio Brădişor (Buceş)
O Rio Brădişor é um rio da Romênia afluente do Rio Valea Satului, localizado no distrito de Hunedoara.